# Каинан (потомок Сима)
Каинан, Каинам — сын Арфаксада, не упомянутый в еврейском тексте Библии, зато упомянутый в Синодальном переводе со ссылкой на Септуагинту (в родословии Иисуса Христа в 3 главе Евангелия от Луки и в Книге Бытия). Отец Салы. Прожил 460 лет (Быт. 11:12, 13).
По Книге Юбилеев Каинам (Каинан):
- сын Арфаксада от жены Разуйи — дочери Сусаны (дочери Елама)[5].
- отец Салы от жены Мелки — дочери Абадая (сына Иафета)[6].

Армянский историк Мхитар Айриванеци упоминал имя жены Каинана — Сека.

## Каинан, сын Сима
В Синодальном переводе со ссылкой на перевод Семидесяти толковников (Септуагинта), также упомянут Каинан, сын Сима.